# Joaquim (calciatore)
Joaquim Henrique Pereira Silva, meglio noto come Joaquim (Nova Era, 28 dicembre 1998), è un calciatore brasiliano, difensore del Tigres UANL.

## Carriera
Ha militato nelle serie inferiori del calcio brasiliano per la prima parte della sua carriera. Il 28 aprile 2022 ha debuttato fra i professionisti giocando con il Cuiabá l'incontro della Coppa Sudamericana perso per 1-2 contro il River Plate (M).

## Statistiche

### Presenze e reti nei club
Statistiche aggiornate al 29 maggio 2022.
| Stagione        | Squadra         | Campionato      | Campionato | Campionato | Coppe nazionali | Coppe nazionali | Coppe nazionali | Coppe continentali | Coppe continentali | Coppe continentali | Altre coppe | Altre coppe | Altre coppe | Totale | Totale |
| Stagione        | Squadra         | Comp            | Pres       | Reti       | Comp            | Pres            | Reti            | Comp               | Pres               | Reti               | Comp        | Pres        | Reti        | Pres   | Reti   |
| --------------- | --------------- | --------------- | ---------- | ---------- | --------------- | --------------- | --------------- | ------------------ | ------------------ | ------------------ | ----------- | ----------- | ----------- | ------ | ------ |
| 2019            | Paulista        | B/SP            | 26         | 4          |                 | -               | -               |                    | -                  | -                  |             | -           | -           | 26     | 4      |
| 2020            | Murici          | PD/AL           | 10         | 0          |                 | -               | -               |                    | -                  | -                  |             | -           | -           | 10     | 0      |
| 2020            | São José        | B/SP            | 15         | 1          |                 | -               | -               |                    | -                  | -                  |             | -           | -           | 15     | 1      |
| 2021            | Botafogo-PB     |                 | -          | -          |                 | -               | -               |                    | -                  | -                  | CdN         | 2           | 0           | 2      | 0      |
| 2021            | Cuiabá          | A               | 0          | 0          | CB              | -               | -               |                    | -                  | -                  | CV          | 1           | 0           | 1      | 0      |
| 2022            | Botafogo-SP     | A1/SP           | 13         | 0          | CB              | 1               | 0               |                    | -                  | -                  |             | -           | -           | 14     | 0      |
| 2022            | Cuiabá          | A               | 25         | 1          | CB              | -               | -               | CS                 | 3                  | 0                  |             | -           | -           | 28     | 1      |
| gen.-feb. 2023  | Cuiabá          | PD/MT           | 3          | 0          | CB              | -               | -               | -                  | -                  | -                  | -           | -           | -           | 3      | 0      |
| Totale Cuiaba   | Totale Cuiaba   | Totale Cuiaba   | 3+25       | 0+1        |                 | -               | -               |                    | 3                  | 0                  |             | 1           | 0           | 31     | 1      |
| 2023            | Santos          | A1/SP+A         | 4+31       | 0+1        | CB              | 3               | 1               | CS                 | 1                  | 0                  | -           | -           | -           | 39     | 2      |
| 2024            | Santos          | A1/SP+B         | 15+12      | 2+1        | CB              | 0               | 0               | -                  | -                  | -                  | -           | -           | -           | 27     | 3      |
| Totale Santos   | Totale Santos   | Totale Santos   | 19+43      | 2+2        |                 | 3               | 1               |                    | 1                  | 0                  |             | -           | -           | 66     | 5      |
| 2024-2025       | Tigres UANL     | PD              | 28+5       | 2          | -               | -               | -               | CCC                | 7                  | 0                  | LC          | 1           | 0           | 41     | 2      |
| 2025-2026       | Tigres UANL     | PD              | 2          | 0          | -               | -               | -               | -                  | -                  | -                  | LC          | 0           | 0           | 2      | 0      |
| Totale Tigres   | Totale Tigres   | Totale Tigres   | 30+5       | 2          |                 | -               | -               |                    | 7                  | 0                  |             | 1           | 0           | 43     | 2      |
| Totale carriera | Totale carriera | Totale carriera | 189        | 12         |                 | 4               | 1               |                    | 11                 | 0                  |             | 4           | 0           | 208    | 13     |